# Lista över domare i Högsta domstolen (Norge)
Detta är en kronologisk lista över domare i Högsta domstolen (Høyesterett) i Norge efter tillträdesår. Den aktuella uppställningen finns på huvudsidan.

## Nuvarande
- Toril Marie Øie, född 1960, tillträdde 1 augusti 2004 - ordförande från 2016
- Magnus Matningsdal, född 1951, tillträdde 11 augusti 1997
- Clement Endresen, född 1949, tillträdde 28 augusti 2006
- Hilde Indreberg, född 1957, tillträdde 1 april 2007
- Erik Møse, född 1950, tillträdde 15 augusti 2009
- Bergljot Webster, född 1966, tillträdde 15 augusti 2009
- Wilhelm Matheson, född 1955, tillträdde 1 november 2009
- Kristin Normann, född 1954, tillträdde 9 augusti 2010
- Ragnhild Noer, född 1959, tillträdde 1 oktober 2010
- Henrik Bull, född 1957, tillträdde 17 januari 2011
- Knut H. Kallerud, född 1956, tillträdde 16 juli 2011
- Per Erik Bergsjø, född 1958, tillträdde 1 mars 2012
- Arne Ringnes, född 1955, tillträdde 18 augusti 2014
- Wenche Elizabeth Arntzen, född 1959, tillträdde 29 september 2014
- Ingvald Falch, född 1963, tillträdde 1 september 2015
- Espen Bergh, född 1961, tillträdde 15 augusti 2016
- Cecilie Østensen Berglund, född 1971, tillträdde 1 januari 2017
- Borgar Høgetveit Berg, född 1970, tillträdde 1 maj 2017
- Erik Thyness, född 1961, tillträdde 1 maj 2019
- Kine Elisabeth Steinsvik, född 1976, tillträdde 5 augusti 2019